# Giờ Đông Âu
| Xanh dương nhạt | Giờ Tây Âu (UTC+0)                                               |
| xanh dương      | Giờ Tây Âu (UTC+0) Giờ mùa hè Tây Âu (UTC+1) Giờ mùa hè Anh Quốc |
| nâu             | Giờ Trung Âu (UTC+1) Giờ mùa hè Trung Âu (UTC+2)                 |
| kaki            | Giờ Đông Âu (UTC+2) Giờ mùa hè Đông Âu (UTC+3)                   |
| vàng            | Giờ Kaliningrad (UTC+2)                                          |
| lục nhạt        | Giờ Viễn đông châu Âu/ Giờ Moskva (UTC+3)                        |

Giờ Đông Âu

Giờ Đông Âu (EET) là tên gọi để chỉ múi giờ UTC+02:00. Múi giờ này được sử dụng ở một số quốc gia phía đông châu Âu bên cạnh giờ Mùa hè Đông Âu (UTC+03:00) là giờ tiết kiệm ánh sáng ban ngày.

## Sử dụng
Các quốc gia, một phần của quốc gia và các vùng lãnh thổ sau sử dụng múi giờ Đông Âu chỉ trong mùa đông:
- Belarus, trong các năm 1922-30 và 1990-2011[1]
- Bulgaria, từ 1894
- Cộng hòa Síp
- Ai Cập
- Estonia, trong các năm 1921-40 và từ 1990
- Phần Lan, từ 1921
- Hy Lạp, từ 1916
- Israel, từ 1948
- Jordan
- Latvia, trong các năm 1926-40 và từ 1990
- Liban
- Litva, trong các năm 1920-40 và từ 1990, gián đoạn năm 1998-1999
- Moldova, trong các năm 1918-40, 1941–44 và từ 1991
- Lãnh thổ Palestine
- România
- Syria
- Thổ Nhĩ Kỳ, từ 1910 (bị gián đoạn 1978-85)
- Ukraina, trong các năm 1922-30 và từ 1990[2]

Moskva sử dụng EET trong các năm 1922-30 và 1991-92. Tỉnh Kaliningrad cũng sử dụng EET trong các năm 1945 và 1991-2011. Ba Lan sử dụng múi giờ này trong giai đoạn 1918-22.
Trong Chiến tranh thế giới thứ hai, Đức áp đặt múi giờ CET ở các lãnh thổ chiếm đóng ở phía Đông.
Đôi khi giờ chuẩn FLE (và tương tự với Giờ tiết kiệm ánh sáng ban ngày - FLE) được sử dụng để chỉ giờ Đông Âu. FLE có nghĩa là Finland (Phần Lan), Lithuania, Estonia.

## Các vùng đô thị lớn
- Adana, Thổ Nhĩ Kỳ
- Aleppo, Syria
- Alexandria, Ai Cập
- Amman, Jordan
- Ankara, Thổ Nhĩ Kỳ
- Antalya, Thổ Nhĩ Kỳ
- Athens, Hy Lạp
- Beirut, Liban
- Brașov, Romania
- Bucharest, Romania
- Bursa, Thổ Nhĩ Kỳ
- Cairo, Ai Cập
- Chişinău, Moldova
- Cluj-Napoca, Romania
- Damascus, Syria
- Gaza
- Helsinki, Phần Lan
- Iaşi, Romania
- İstanbul, Thổ Nhĩ Kỳ
- İzmir, Thổ Nhĩ Kỳ
- Jerusalem, Israel
- Kiev, Ukraina
- Nicosia, Síp
- Riga, Latvia
- Sofia, Bulgaria
- Tallinn, Estonia
- Tel Aviv, Israel
- Thessaloniki, Hy Lạp
- Timişoara, Romania
- Vilnius, Litva